# Stella Guerra Duval
Stella Guerra Duval, född 1879, död 1971, var en brasiliansk feminist.  
Hon var en av de kvinnliga medlemmarna av gruppen Damas da Cruz Verde som grundade mödravårdssjukhuset Pró-Matre, där hon var chef och ordförande. 
Hon blev 1922 en av grundarna till Federação Brasileira pelo Progresso Feminino, en pionjärorganisation inom den brasilianska kvinnorörelsen, som blev känd för sin kampanj för kvinnlig rösträtt.